# حصن الزوم (عمد)

تعديل مصدري - تعديل

حصن الزوم هي إحدى قرى  بمديرية عمد التابعة لمحافظة حضرموت، بلغ تعداد سكانها 13 نسمة حسب تعداد اليمن لعام 2004.